# Japán Légi Véderő
A Japán Légi Véderő (航空自衛隊, Kókú Dzsieitai magyarul: légi önvédelmi erő, tömörebben légi véderő) Japán légiereje, a Japán Véderők egyik haderőneme. Feladata a japán légtér szuverenitásának védelme, illetve a haderő külszolgálati alakulatai légvédelmét biztosítani. A japán légierő állományában megtalálható repülőeszközök fejlett földi telepítésű és légi korai előrejelző rendszerben tevékenykednek. A légierőnek van egy „Kék lendület” (Burú inparuszu, ブルーインパルス) nevű műrepülő csoportja, illetve alakulatai részt vállalnak különféle ENSZ missziókban légi szállítási feladatokkal.
A Japán Légi Véderő személyi állománya körülbelül 45 000 fő volt 2005-ben. Öt évvel későbbi adat szerint 805 repülőgépet üzemeltetett (merev- és forgószárnyúakat), melyből 374 darab volt vadászrepülőgép.

## Története
A Japán Véderők megalakulása előtt Japán nem rendelkezett önálló légierővel. Repülőcsapatai a Japán Birodalmi Hadsereg Légi szolgálata és a Japán Birodalmi Haditengerészet Légi szolgálata alá tartoztak. A második világháborút követően a két haderőnemet feloszlatták, majd 1954-ben az Véderők törvénye jogi lehetőséget adott a független repülőcsapatok megalakítására.

## Szervezeti felépítése
A Légi Véderő fő irányító szervei a Légvédelmi Parancsnokság (), a Légi Támogatóparancsnokság (), a Légi Kiképzőparancsnokság (), a Légi Fejlesztési és Tesztparancsnokság () és a Légi Anyagellátási Parancsnokság ().
A Támogatóparancsnokság közvetlenül felel a műveleti erőkért mentési, szállítási, vezetési, időjárásmegfigyelési és ellenőrzési feladatokban. A Kiképzőparancsnokság az alapvető repülőgépvezetési és műszaki ellátási képzésért felel. A Fejlesztési és tesztparancsnokság pedig a légierő által alkalmazott felszerelések fejlesztéséért, új lehetőségek, megoldások kutatásáért, illetve repülőorvosi és -gyógyászati anyagokért, módszertanokért, eljárásokért felelős.
A Légvédelmi Parancsnokság műveleti területe három fő régióra van osztva: északi, központi és nyugati régiókra, Miszava, Iruma és Kaszuga parancsnoksággal. Ezt kiegészíti a Délnyugati vegyes légihadosztály (Southwestern Composite Air Division) az okinavai Naha parancsnoksággal. Mind a négy regionális parancsnokság önállóan rendelkezik a Légi és a Szárazföldi Véderő légvédelmirakéta-csapataival azok műveleti területein belül.

## Alkalmazott repülőgéptípusok
| Típus                 | Származás                  | Típusváltozat | Feladatkör           | Státusz | Hadrendben | Megjegyzés |
| --------------------- | -------------------------- | ------------- | -------------------- | ------- | ---------- | --- |
| Mitsubishi F–2        | Japán / Amerikai Egy. Áll. | F–2A          | vadász/légirendészet | aktív   | 49         | 94 darab gép lett tervezve + 4 prototípus épült. Először 141, majd 130 darab lett rendelve, 2004-ben lecsökkentették 98 darabra. |
| Mitsubishi F–2        | Japán / Amerikai Egy. Áll. | F–2B          | oktató/kiképző       | aktív   | 33         | |
| Mitsubishi F–15 Eagle | Japán / Amerikai Egy. Áll. | F–15J         | vadász/légirendészet | aktív   | 135 (141)  | 2 darab F–15J-t az amerikai MDD épített, 139 darabot a Mitsubishi HI licenc alatt.                                               |
| Mitsubishi F–15 Eagle | Japán / Amerikai Egy. Áll. | F–15DJ        | oktató/kiképző       | aktív   | 45 (37)    | 12 darab F–15DJ-t az amerikai MDD épített, 25 darabot a Mitsubishi HI licenc alatt.                                              |